# László Gula
László Gula (ur. 7 lipca 1944 w Nagytétény, ob. części Budapesztu) – węgierski bokser, medalista mistrzostw Europy z 1967, olimpijczyk.
Startował w wadze lekkiej (do 60 kg). Odpadł w eliminacjach tej kategorii na mistrzostwach Europy w 1965 w Berlinie. Na kolejnych mistrzostwach Europy w 1967 w Rzymie wywalczył brązowy medal, po wygraniu dwóch walk i porażce w półfinale z Józefem Grudniem. Przegrał pierwszą walkę z Walerijem Biełousowem ze Związku Radzieckiego na igrzyskach olimpijskich w 1968 w Meksyku.
Był mistrzem Węgier w kategorii lekkiej w 1965 i 1968 oraz brązowym medalistą w wadze lekkopółśredniej (do 63,5 kg) w 1971.